# Israelische Volleyballnationalmannschaft der Männer
Die israelische Volleyballnationalmannschaft der Männer ist eine Auswahl der besten israelischen Spieler, die den Verband Igud HaKadur'af BeIsrael bei internationalen Turnieren und Länderspielen repräsentiert.

## Geschichte

### Weltmeisterschaft
Bei der ersten Teilnahme an einer Volleyball-Weltmeisterschaft wurden die Israelis 1952 Zehnter. Vier Jahre später belegten sie den 16. Platz und 1962 gab es mit Rang 15 ein ähnliches Ergebnis. 1970 reichte es nur noch zum 19. Platz.

### Olympische Spiele
Israel konnte sich noch nie für Olympische Spiele qualifizieren.

### Europameisterschaft
Bei der Volleyball-Europameisterschaft wurden die Israelis 1951 Zehnter. Mit den Plätzen elf und zwölf verschlechterten sie sich 1967 und 1971 jeweils um einen Rang.

### World Cup
Israel hat noch nicht im World Cup gespielt.

### Weltliga
Die Weltliga fand bisher ohne israelische Beteiligung statt.

### Europaliga
In der Europaliga belegte Israel 2012 Platz sechs.